# Zgłobice (gromada)
Zgłobice (do 30 XII 1961 Zbylitowska Góra) – dawna gromada, czyli najmniejsza jednostka podziału terytorialnego Polskiej Rzeczypospolitej Ludowej w latach 1954–1972.
Gromady, z gromadzkimi radami narodowymi (GRN) jako organami władzy najniższego stopnia na wsi, funkcjonowały od reformy reorganizującej administrację wiejską przeprowadzonej jesienią 1954 do momentu ich zniesienia z dniem 1 stycznia 1973, tym samym wypierając organizację gminną w latach 1954–1972.
Gromadę Zgłobice z siedzibą GRN w Zgłobicach utworzono 31 grudnia 1961 roku w powiecie tarnowskim w woj. krakowskim w związku z przeniesieniem siedziby GRN gromady Zbylitowska Góra ze Zbylitowskiej Góry do Zgłobic i przemianowaniem jednostki na gromada Zgłobice.
W kwietniu 1969 dla gromady ustalono 22 członków gromadzkiej rady narodowej. 1 stycznia 1970 gromada składała się ze wsi: Błonie, Koszyce Małe, Koszyce Wielkie, Zbylitowska Góra i Zgłobice.
Gromada przetrwała do końca 1972 roku, czyli do kolejnej reformy gminnej.